# Константиновка (Оренбургская область)
Константиновка — село в Шарлыкском районе Оренбургской области, административный центр Константиновского сельсовета.

## География
Находится на реке Митай примерно в 16 км к востоку от районного центра села Шарлык.

## История
Село основано в 1840-50 годы переселенцами из Смоленской губернии. Село получило двойное название Константиновка-Смоленка, причем первое — по имени одного из переселенцев или землемера, отводившего смолянам участок. Здание церкви построили в 1888 году. В 1932 году церковь закрыли. В церкви долгое время был зерносклад. Где-то в 1959 году здание сломали, построили клуб. 22 апреля 1930 году был организован колхоз «Память Ильича».

## Население
Население составляло 498 человека в 2002 году (русские 93 %), 290 по переписи 2010 года.